# Haeromys margarettae
Haeromys margarettae är en däggdjursart som först beskrevs av Thomas 1893.  Haeromys margarettae ingår i släktet Haeromys och familjen råttdjur. IUCN kategoriserar arten globalt som otillräckligt studerad. Inga underarter finns listade i Catalogue of Life.
Denna gnagare förekommer med två från varandra skilda populationer på Borneo. En i västra och en i norra delen av ön. Kanske är utbredningsområdet större. Individerna lever i skogar och klättrar där i växtligheten.